# مبيد آفات نحاسي
مبيدات الآفات النحاسية هي مركبات تحتوي على النحاس، وتستخدم كمبيدات للجراثيم، أو مبيدات للطحالب، أو مبيدات الفطريات، حيث يمكنها أن تقتل البكتيريا والطلائعيات البيضية، والطحالب، وتمنع الأبواغ الفطرية من الإنبات. وتشمل الأشكال الشائعة لمبيدات الفطريات النحاسية الثابتة مركبات كبريتات النحاس، وخماسي هيدرات كبريتات النحاس، وهيدروكسيد النحاس، وكبريتات أوكسي كلوريد النحاس، وأكسيد النحاس، وأوكتانوات النحاس.
تعمل مبيدات الفطريات النحاسية عن طريق إطلاق أيونات النحاس موجبة الشحنة ببطء بتركيزات تتفاعل مع الأحماض النووية، وتتداخل مع نقل الطاقة، وتعطل نشاط الإنزيم، وتؤثر على سلامة أغشية الخلايا لمسببات الأمراض.  ويكون لكلا الأيونات نشاطًا مبيدًا للفطريات والبكتيريا، فبعد امتصاص الفطريات أو البكتيريا للمبيد سترتبط أيونات النحاس بمجموعات كيميائية مختلفة (مجموعات إيميدازول، وفوسفات، وثيول، وهيدروكسيل) الموجودة في العديد من البروتينات وتعطل وظائفها.
كما يمكن أن تقتل أيونات النحاس الخلايا المسببة للأمراض على أسطح النبات، ولكن بمجرد دخول العامل الممرض إلى نسيج النبات المضيف، فإنه لم يعد عرضة للعلاجات النحاسية بالتركيزات المحددة. تفتقر تركيزات أيون النحاس الموصوفة إلى نشاط ما بعد الإصابة، كما أن التركيزات العالية من أيونات النحاس تضر بالنبات المضيف.

## الاستخدام
تُستخدم مبيدات الآفات النحاسية عن طريق الرش ببخاخ ورقي واقي للتلامس، لذا فإنها تبقى مترسبة على أسطح الأوراق. يمكن أن تمتص النباتات تركيزًا صغيرًا من أيونات النحاس كمغذيات أساسية. وتستخدم بخاخات النحاس الورقية أيضًا لتصحيح نقص النحاس في النبات. يمكن لأيونات النحاس الممتصة الزائدة أن تقتل الخلايا الحسية في النباتات الحساسة للنحاس. وتعتبر أوراق أشجار الفاكهة ذات النواة الحجرية أكثر حساسية للتسمم النباتي بالنحاس من أوراق التفاح. وتشمل العائلات النباتية التي تتحمل النحاس نباتات الفصيلة الكرنبية، ونباتات الفصيلة القرنفلية، ونباتات الفصيلة النجيلية، ونباتات الفصيلة القرنية، ونباتات الفصيلة النجمية.
تزداد السمية النباتية للنحاس سوءًا في ظل ظروف التجفيف البطيئة، وقد تؤدي إضافة المواد الخافضة للتوتر السطحي بمبيدات الفطريات النحاسية إلى زيادة إصابة أوراق الأشجار. تطلق المبيدات أيونات النحاس بسهولة أكبر في ظل الظروف الحمضية، وينبغي عدم استخدام مبيدات الآفات النحاسية، باستثناء بنتاهيدرات كبريتات النحاس، مع منتجات الأحماض. ويمكن أن تكون مبيدات الفطريات النحاسية فعالة للغاية إذا استُخدمت بشكل وقائي وبتغطية كاملة لجميع الأسطح الورقية للنبات، ومن بينها الجوانب السفلية من الأوراق حيث يتكاثر العامل الممرض عادةً.
يجب استخدام مبيدات الآفات النحاسية بكميات تقلل من تراكم النحاس على المدى الطويل في التربة، إذ يمكن أن يمنع النحاس المتراكم في التربة نمو الجذور ويؤثر سلبًا على الكائنات الحية الدقيقة وديدان الأرض. وتُعد تركيبات النحاس المطحون ناعماً أكثر نشاطًا من التركيبات الأرضية الخشنة، لذا يجب تجنب استخدام التركيبات الأرضية الخشنة للحد من السمية ومن التراكم الأحيائي على المدى الطويل. يوجد النحاس في التربة بأشكال مختلفة (أيونية ومعقدة ومترسبة) اعتمادًا على خصائص مثل نسيج التربة، والمواد العضوية، ودرجة الحموضة.

## الفعالية
تتمثل إستراتيجية زيادة فعالية أيونات النحاس في تقليل حجم جزيئات المادة الفعالة (بالميكرون) وتغليف النحاس الدقيق، ويعمل هذا على تحسين التغطية النسبية لأسطح النباتات المعالجة أو يزيد من إطلاق أيونات النحاس. قد تكون معدلات جرعة تطبيق النحاس الحديثة منخفضة إذا تتراوح ما بين 200-400 غرام لكل هكتار.
يمكن أن تكون مبيدات الآفات النحاسية فعالة في الوقاية من الأمراض البكتيرية مثل تعفن الإيروينا الناعم، وزائفة ومستصفرة بقع الأوراق، والأمراض الفطرية مثل العفن الرمادي، واللفحة المتأخرة، واللفحة المبكرة.
طورت العديد من مسببات الأمراض البكتيرية مقاومة لبعض تركيزات أيونات النحاس، ومن بينها بكتيريا مستصفرة الخردل المرجي. كما أن مبيدات الآفات النحاسية قد لا تمنع مرض اللفحة الصلبة، وبعض أنواع فطر العفن المدمر، وفطر الأرومة.
كان خليط مبيدات بوردو المصنوع بإضافة كبريتات النحاس وهيدروكسيد الكالسيوم إلى الماء من أوائل مبيدات الفطريات التي استخدمها بيير ماري ألكسيس ميلارديت عالم زراعة الكروم الفرنسي خلال منتصف القرن التاسع عشر.

## الاستخدم في الزراعة العضوية
تسمح جمعية التربة، وهي إحدى هيئات إصدار الشهادات العضوية في المملكة المتحدة، للمزارعين باستخدام بعض مبيدات الفطريات النحاسية في الأراضي العضوية المستخدمة لإنتاج المحاصيل العضوية المعتمدة فقط إذا كان هناك تهديد كبير للمحاصيل، وتتضمن المركبات المسموح باستخدامها لهذا الغرض: كبريتات النحاس، وهيدروكسيد النحاس، وأكسيد النحاس، وأوكسيد كلوريد النحاس، وكربونات الأمونيوم النحاسية (بتركيز أقصى 25 غرام/لتر)، وأوكتانوات النحاس. ويبلغ إجمالي النحاس الذي يمكن استخدامه في معالجة محاصيل الأرض العضوية وفقًا لمعايير جمعية التربية 6 كيلوغرام/هكتار/ سنة. صُمّم هذا الحد بحيث لا تتجاوز كمية النحاس في التربة الحدود المحددة في معايير رابطة التربة للمعادن الثقيلة.